# Ludwig Lessen
Ludwig Lessen (geboren 17. September 1873 in Lessen, Westpreußen als Louis Salomon; gestorben 11. Februar 1943 in Müllrose) war ein deutscher Journalist und Schriftsteller.
Lessen verließ vorzeitig die Schule und kam nach Berlin, um eine Ausbildung zum Maschinenbauer zu absolvieren. Durch ein Praktikum bekam er erste Kontakte zur Sozialdemokratischen Partei Deutschlands. Er arbeitete nur sehr kurz in seinem Beruf, begann dann Geschichte, Philosophie und Literatur zu studieren. In dieser Zeit begann er zu schreiben.
Die Unterstützung von August Bebel ermöglichte die Veröffentlichung seiner ersten Gedichte in „Die Neue Welt“, deren Mitarbeiter er war. In den Jahren 1896 und 1897 war er Redakteur des „Volksblattes Halle“ und bei der „Chemnitzer Volksstimme“. Von 1900 bis 1919 stieg Lessen zum Leiter der sozialdemokratisch orientierten Zeitschrift „Die Neue Welt“ auf. Nachdem das Blatt eingestellt worden war, veröffentlichte er als Redakteur im Vorwärts-Verlag regelmäßig Rezensionen in der Wochenschrift „Die Neue Zeit“.
Als Lyriker und Journalist war Lessen auch Mitarbeiter am „Wahren Jakob“, und ab 1921 war er als Redakteur der illustrierten Wochenschrift „Volk und Zeit“ in Müllrose angestellt. Als Jude und Sozialdemokrat von den Nationalsozialisten verfolgt, erhielt er 1933 ein Publikationsverbot. Im Jahre 1943 nahm er sich das Leben und wurde auf dem Friedhof von Müllrose bestattet.

## Werke
- Vignetten: Gedichte. Verlag Pierson, 1895
- Kosmische Kränze. Verlag Pierson, 1896
- Fackeln der Zeit. Gedichte. Verlag Vorwärts, Berlin 1904
- Achtung, Bombe!: Schwank in einem Akt, Expedition der Buchhandlung, 1905
- Die Perlenschnur der Adria: ein Liederkranz. Verlag Pierson, 1906
- Lebensmittag: Gedichte. Verlag Sassenbach, 1910
- Aus Tag und Tiefe. Gedichte. Verlag Vorwärts, Berlin 1911
- Rotkoller oder die missglückte Demonstrationsvereitlung, Sozialistische Theaterstücke. Verlag Vorwärts, 1913
- Kreuz und quer durch den Balkan: Reisebilder. Federzeichnungen von Ilse Schütze-Schur. Verlag P.Singer, 1914
- Die österreichische Adriaküste und ihr Hinterland: Ein Vortrag mit 82 Lichtbildern. Verlag Zentralbildungsausschuss der sozialdemokratischen Partei Deutschlands, 1915
- Die Donau von der Quelle bis zur Mündung: Ein Vortrag mit 91 Lichtbildern. Verlag Zentralbildungsausschuss der sozialdemokratischen Partei Deutschlands, 1916
- Ein Wanderbuch: An deutschen Seen, Flüssen und Buchten. Verlag Vorwärts, Berlin 1920
- Wenn Frieden würde ...: Gedichte, 1918
- Wir wollen werben, wir wollen wecken: Gedichte für die arbeitende Jugend. Verlag Arbeiterjugendverlag, 1924
- Die überlistete Polizei: Schwank in Reimen. Verlag R. Lipinski, 1927